# 毛背花楸
毛背花楸（学名：Sorbus aronioides）为蔷薇科花楸属的植物。分布于缅甸以及中国大陆的四川、贵州、广西、云南等地，生长于海拔1,000米至3,600米的地区，常生长在山坡林中或湿润杂木林内，目前尚未由人工引种栽培。